# Выборы в Законодательное собрание Пензенской области (2022)
Выборы депутатов Законодательного собрания Пензенской области седьмого созыва состоялись в Пензенской области 11 сентября 2022 года в единый день голосования. По решению избирательной комиссии голосование проводили три подряд — 9, 10, 11 сентября 2022 года с 8 до 20 часов по местному времени. Председатель заксобрания Валерий Лидин отметил, что многодневное голосование в Пензенской области будут проводить уже в третий раз.
Избирались 36 депутатов по смешанной избирательной системе. 18 депутатов избирались по партийным спискам (пропорциональная система) для которых установлен 5%-й барьер, а распределение мест между списками происходило по формуле Д’Ондта. Другие 18 депутатов избирались по одномандатным округам (мажоритарная система), побеждает набравший большинство голосов. Срок полномочий — пять лет.

## Организация выборов
Избирательная комиссия Пензенской области состоит из 14 человек: председатель, его заместитель, секретарь и 11 членов с правом решающего голоса. Действующий состав сформирован в ноябре 2021 года на 5 лет (2021-2026). 7 членов назначил губернатор Олег Мельниченко, ещё 7 — законодательное собрание. Председатель избирательной комиссии — Александр Синюков (с 14 декабря 2016 года), переизбран в декабре 2021 года.

### Избирательные округа

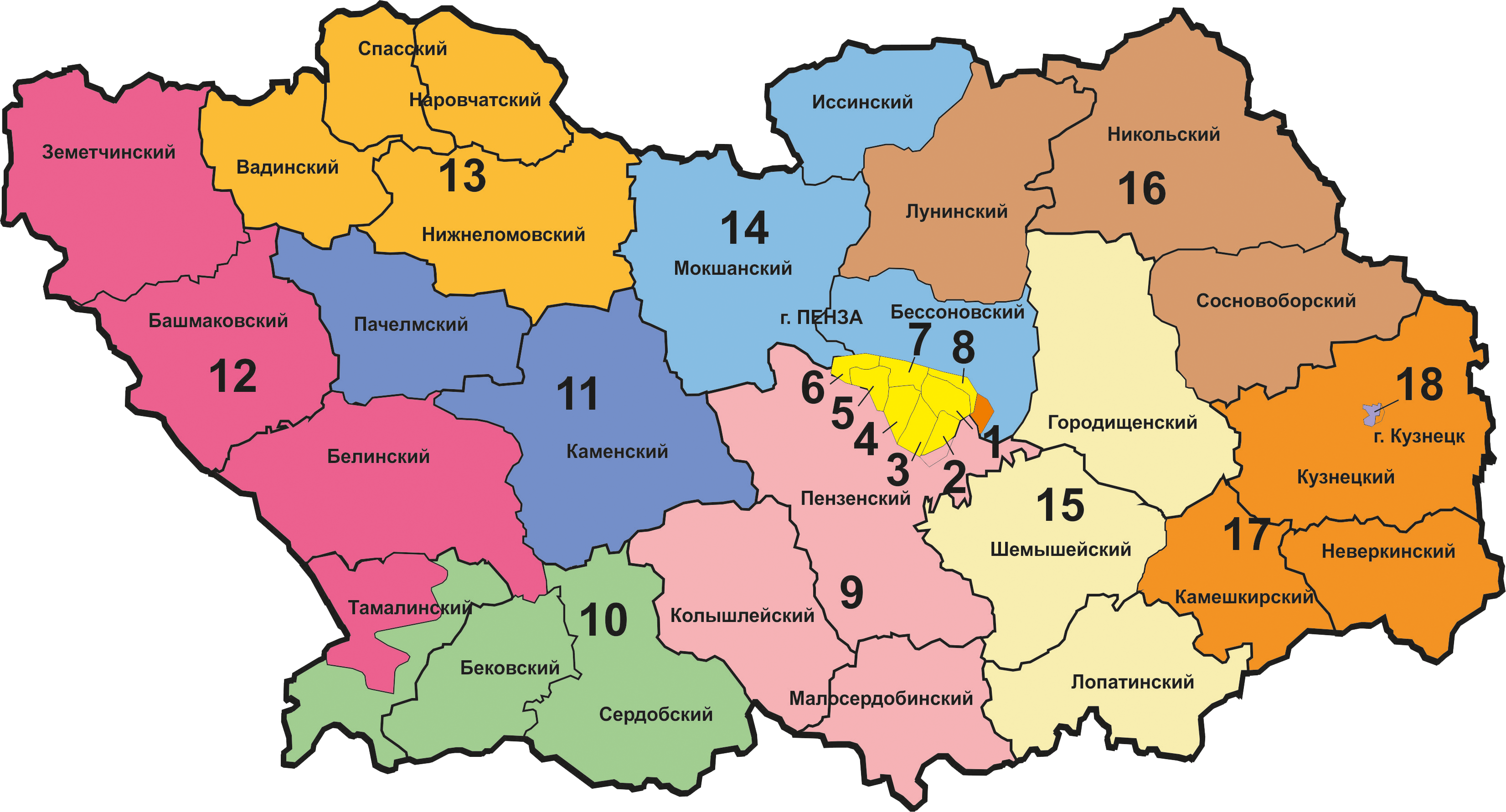
Схема 18 одномандатных избирательных округов.

Схема 18 одномандатных избирательных округов была принята законодательного собранием 5 созыва и подписана его председателем В. К. Лидиным 16 декабря 2016 года. 19 ноября 2021 года законодательное собрание 6 созыва приняло небольшую поправку.
| Одномандатные избирательные округа Пензенской области | Одномандатные избирательные округа Пензенской области | Одномандатные избирательные округа Пензенской области | Одномандатные избирательные округа Пензенской области |
| №                                                     | Округ                                                 | Состав | Число избирателей на 1.07.2016                        |
| ----------------------------------------------------- | ----------------------------------------------------- | --- | ----------------------------------------------------- |
| 1                                                     | Первый                                                | г. Пенза, часть Железнодорожного района (включая Областной сборный пункт военного комиссариата Пензенской области) | 66 438                                                |
| 2                                                     | Второй                                                | г. Пенза, часть Железнодорожного района, г. Пенза, часть Первомайского района (включая Изолятор временного содержания ОМВД России по Пензенскому району; ГАУ Пензенской области «Дом ночного пребывания»), Пензенский район, часть Засечного сельсовета | 66 292                                                |
| 3                                                     | Третий                                                | г. Пенза, часть Первомайского района (включая ГБУ «Пензенский областной центр реабилитации») | 54 824                                                |
| 4                                                     | Четвёртый                                             | г. Пенза, часть Первомайского района, г. Пенза, часть Ленинского района | 55 011                                                |
| 5                                                     | Пятый                                                 | г. Пенза, часть Октябрьского района (включая ФКУ «СИЗО–1 УФСИН России по Пензенской области»), г. Пенза, часть Ленинского района | 56 965                                                |
| 6                                                     | Шестой                                                | г. Пенза, часть Октябрьского района | 55 168                                                |
| 7                                                     | Седьмой                                               | г. Пенза, часть Октябрьского района | 55 072                                                |
| 8                                                     | Восьмой                                               | ЗАТО г. Заречный, г. Пенза, часть Железнодорожного района (включая Военный городок № 2, специальный приемник при УМВД по городу Пензе, филиал «Войсковая часть 34011», ФКУ «Войсковой части 33877», ФКУ ИК-4 УФСИН России по Пензенской области)        | 56 120                                                |
| 9                                                     | Девятый                                               | Колышлейский район, Малосердобинский район, часть Пензенского района (кроме части Засечного сельсовета) | 69 387                                                |
| 10                                                    | Десятый                                               | Бековский район, Сердобский район, часть Тамалинского района | 66 393                                                |
| 11                                                    | Одиннадцатый                                          | Каменский район, Пачелмский район | 59 253                                                |
| 12                                                    | Двенадцатый                                           | Башмаковский район, Белинский район, Земетчинский район, часть Тамалинского района | 63 839                                                |
| 13                                                    | Тринадцатый                                           | Вадинский район, Наровчатский район, Нижнеломовский район, Спасский район | 59 855                                                |
| 14                                                    | Четырнадцатый                                         | Бессоновский район, Иссинский район, Мокшанский район | 66 059                                                |
| 15                                                    | Пятнадцатый                                           | Городищенский район, Лопатинский район, Шемышейский район | 63 965                                                |
| 16                                                    | Шестнадцатый                                          | Лунинский район, Никольский район, Сосновоборский район | 58 174                                                |
| 17                                                    | Семнадцатый                                           | Камешкирский район, Кузнецкий район, Неверкинский район, часть г. Кузнецка | 54 649                                                |
| 18                                                    | Восемнадцатый                                         | часть г. Кузнецка, включая Кузнецк-8 и Кузнецк-12 | 66 499                                                |

### Ключевые даты
- 10 июня депутаты законодательного собрания назначили выборы на 11 сентября 2022 года (единый день голосования)[5]
- 14 июня публикация решения о назначении выборов в СМИ, опубликовано в газете «Пензенская правда». Также 14 июня избирательная комиссия решила пороводить голосование три подряд — 9, 10, 11 сентября 2022 года[6]
- с 15 июня по 17 июля до 18:00 — выдвижение кандидатов в депутаты по одномандатным избирательным округам и областного списка кандидатов в депутаты
  - агитационный период начинается со дня выдвижения кандидата и прекращается накануне первого дня голосования 9.09.2022
- по 27 июля до 18:00 — представление документов в избирательную комиссию для регистрации кандидатов по округам и списков кандидатов
- с 13 августа по 8 сентября — период агитации в СМИ
- 9, 10, 11 сентября — дени голосования

### Сбор подписей
Для регистрации областного списка кандидатов партиям необходимо собрать подписи избирателей в количестве 0,5 % (с запасом не более 10 %). Избирком определил, что требуется собрать не менее 5163 и не более 5679 подписей избирателей. Допускается собрать часть подписей через сайт Госуслуги — не более 2581 подписи.
Для регистрации кандидата по одномандатному избирательному округу необходимо собрать подписи избирателей в количестве 3 % (с запасом не более 10 %). Расчёт числа подписей для каждого округа принят избирательной комиссией 7 апреля 2022 года.
Постановлением от 29 октября 2021 года избирком определил партии, которые освобождены от сбора подписей при выдвижении кандидатов по округам и списков кандидатов. Список включал 6 партий: «Единая Россия», КПРФ, «Справедливая Россия — За Правду», ЛДПР, «Новые люди», «Российская партия пенсионеров за социальную справедливость».

## Партии и кандидаты

### Единый избирательный округ
Избирательная комиссия зарегистрировала списки 6 партий. Все эти партии ранее были освобождены от сбора подписей избирателей при выдвижении. Списки всех шести партий были заверены до завершения периода выдвижения кандидатов 17 июля.
Списки кандидатов разделены на общеобластную часть (включает от 1 до 5 кандидатов) и на региональную часть, состоящую из региональных групп (от 2 до 7 кандидатов). Число региональных групп в списке определяет партия, но оно может быть
может быть от 9 до 18 (число одномандатных избирательных округов). Всего в списке может быть от 18 до 131 кандидатов.
| 1 | «Справедливая Россия — За Правду» | 1. Алексей Шпагин                                                                                 | 42  | зарегистрирован |
| 2 | ЛДПР                              | 1. Павел Куликов • 2. Александр Васильев                                                          | 38  | зарегистрирован |
| 3 | «Партия пенсионеров»              | 1. Петр Чугай • 2. Геннадий Белорыбкин • 3. Анатолий Цыкалов                                      | 38  | зарегистрирован |
| 4 | КПРФ                              | 1. Георгий Камнев • 2. Дмитрий Филяев • 3. Антон Столяров • 4. Василий Чирков • 5. Алексей Петров | 52  | зарегистрирован |
| 5 | «Новые люди»                      | 1. Алексей Блюдин • 2. Дмитрий Искоркин • 3. Дмитрий Львов                                        | 42  | зарегистрирован |
| 6 | «Единая Россия»                   | 1. Олег Мельниченко • 2. Юлия Лазуткина • 3. Валерий Лидин • 4. Вадим Супиков • 5. Сергей Егоров  | 111 | зарегистрирован |
| *Общеобластная часть списка включает от 1 до 5 кандидатов. Остальные кандидаты распределены по региональным группам, которых должно быть от 9 до 18. |                                   |                                                                                                   |     |                 |
| **Общее число включённых в список кандидатов должно быть от 18 до 60 человек.                                                                        |                                   |                                                                                                   |     |                 |

## Результаты
По 17-ти одномандатным избирательным округам были избраны депутатами кандидаты, выдвинутые партией Единая Россия, по одному избирательному округу был избран кандидат, выдвинутый ЛДПР. По пропорциональной системе были избраны 15 депутатов, выдвинутых партией Единая Россия, 2 депутата, выдвинутых КПРФ и 1 депутат, выдвинутый ЛДПР.